# 한서대학교
한서대학교(韓瑞大學校, Hanseo University)는 충청남도 서산시와 태안군에 캠퍼스를 둔 대한민국의 사립 대학이다.

## 연혁
1991년 11월 15일, 학교법인 함주학원의 함기선에 의하여 한서대학교가 설립되었다. 2005년 태안군 일대에 비행장을 준공하고, 대한민국 공군 학생군사교육단을 설치하였다. 2009년 태안캠퍼스를 개교하였다.
한편, 2013년, 교육부 선정 정부재정지원제한대학, 2015년 교육부 대학구조개혁평가 결과 D+등급을 받은 이력이 있다. 다만 이러한 조치는 2017년 실시한 대학구조개혁평가 이행 점검 결과 재정지원제한 완전 해제 조치를 받았다.

## 교육편제
한서대학교는 단과대학을 설치하지 않은 채, 6개 학부 단위를 설치하여 하위로 학사 전공 과정을 편제중이다. 대학원의 경우, 일반대학원과 5개의 특수대학원을 설치하고 있다.

### 서산캠퍼스
서산캠퍼스의 학부 과정은 전체 학부 과정의 거의 전과정이 존재한다. 전체 6개 학부 중 5개 학부가 서산캠퍼스에 편제되어 교육이 이루어지고 있다. 2022년 기준으로, 항공융합학부, 보건학부, 디자인·엔터미디어학부, 해양·스포츠학부, 융합교양학부 등 5개 학부를 설치하고 26학과를 편성하고 있다.

### 태안캠퍼스
태안캠퍼스는 항공학부 등 항공계열 전공 교육을 위해 개교한 교정이다. 전체 6개 학부 중 1개 학부가 설치되어 있으며, 모두 항공 관련 전공이다. 항공학부가 아래로 9학과가 설치되어 있다.

### 대학원
한서대학교의 대학원은 5개 대학원이 설치되어 있으며, 일반 1개원, 전문 1개원, 특수 3개원으로 구분한다. 일반대학원의 경우 각 캠퍼스별로 편제된 학과에 차이가 있으며, 석사 22과정, 박사 19과정을 지원하고 있다.
전문대학원으로 국제디자인융합전문대학원이 설치되어 있으며 특수대학원으로 항공융합대학원, 교육대학원, 건강증진대학원을 설립하고 있다.

## 위상
한서대학교는 항공 계열 교육 부문에 특성화가 되어 있다. 대한민국 대학중 유일하게 자체 활주로와 관제탑을 설치하여 실제 항공 운항 업계와 유사한 현장 중심 교육을 실시한다는 평가가 있다. 이러한 특성화 교육을 인정 받아, 한국항공대학교, 한국교통대학교 등과 함께 공군 학생군사교육단을 설치하고 있다.

## 사건과 비판

### 훈련기 추락 사고
2013년 11월 12일, 한서대학교 태안캠퍼스의 비행장을 이륙한 훈련기가 경상북도 영덕군에서 추락한 채 발견되었다. 진상조사위원회는 지도를 위한 동승한 교관 조종사와 학생 조종사간의 비행 도중 마찰과, 한서대학교 비행교육원의 지형인지경보시스템의 표준화 미비 등으로 일어난 사고로 결론 지었다.

## 캠퍼스 풍경
한서대학교는 충청남도의 사립 대학으로, 서산시와 태안군에 캠퍼스를 두고 있다. 서산캠퍼스의 경우, 고저차가 큰 산지에 자리해 있으며, 태안캠퍼스의 경우 교육편제상의 특징과 수련 시설인 비행장의 입지 등을 고려하여 바닷가 근처에 개교한 바 있다.

### 서산캠퍼스
한서대학교 서산캠퍼스는 대곡리에 위치해 있으며, 약 20만m²의 교지로, 부산외국어대학교나 전남도립대학교와 비슷한 수준이다. 약 15동의 건축물이 위치하고 있다. 산지에 위치하여 기반 시설은 다소 부족한 편이며, 다만, 대학가 원룸촌이 캠퍼스 근처에 형성되어 있다. 캠퍼스 인근은 상왕산과 가야산 등 다양한 산지가 위치하여 고즈넉한 풍경을 자랑한다.

#### 아라메길

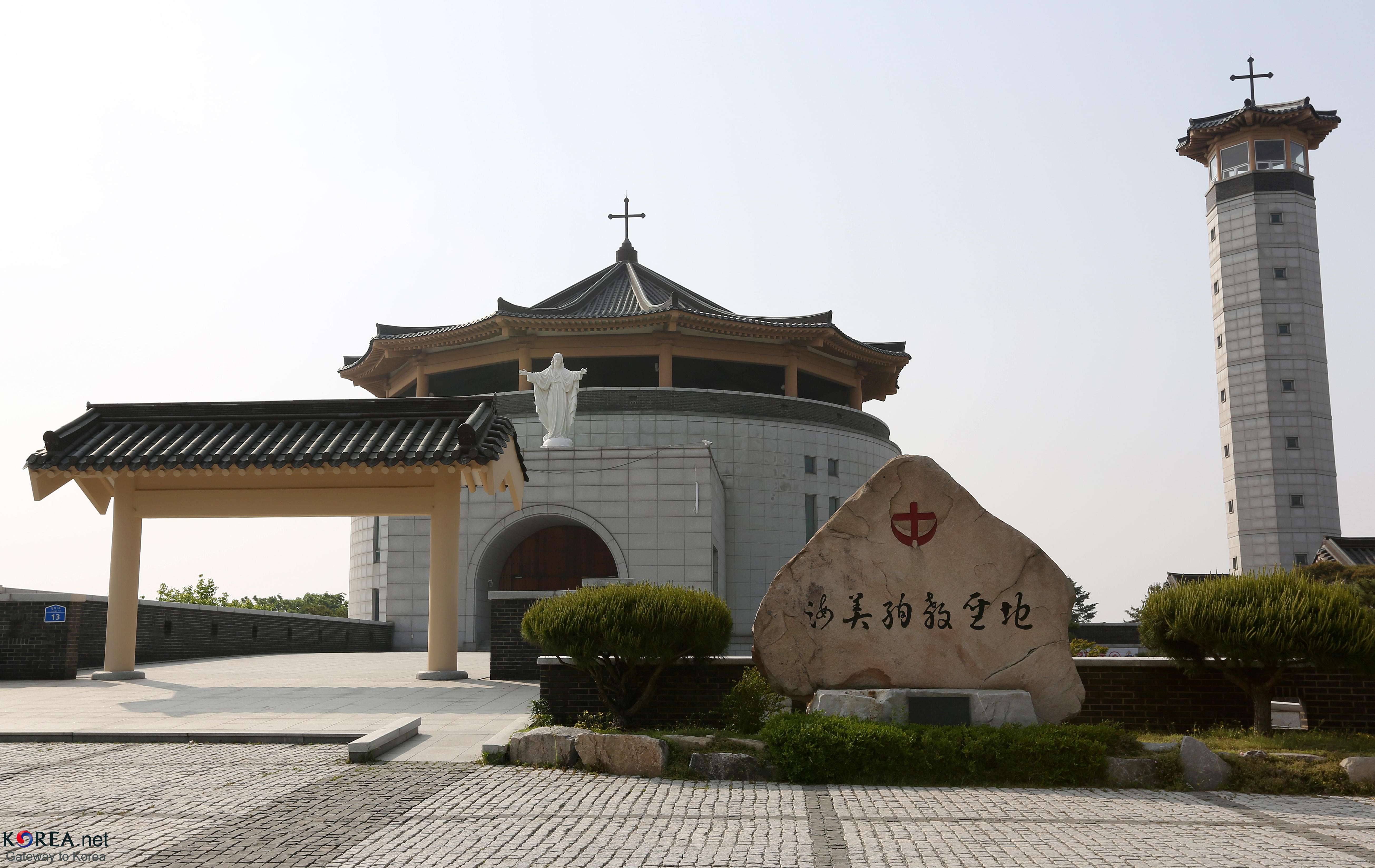
한서대학교 입구를 경유하는 아라메길 2구간의 기점인 해미순교성지 입구

서산 아래메길은 서산시의 트레일이다. 해미순교성지부터 대치2리까지 가는 약 11km의 2구간이 한서대학교 서산캠퍼스 입구를 경유한다.

### 태안캠퍼스
한서대학교 태안캠퍼스는 신온리에 위치하며, 약 31만m²의 교지가 자리잡고 있다. 가톨릭관동대학교, 삼육대학교의 교지와 비슷한 규모이다. 약 7동의 건축물이 위치하고 있다. 항공 관련 재학생을 위한 수련 시설로 비행장을 갖춘 것이 가장 큰 특징이며, 이 때문인지 곰섬항과 안면도 근처 해안가에 자리한다. 따라서 기반 시설은 피치 못하게 다소 부족한 편이다.

## 같이 보기
- 학교법인 함주학원
- 코리아 익스프레스 에어